# Caddo Mills, Texas
Caddo Mills là một thành phố thuộc quận Hunt, tiểu bang Texas, Hoa Kỳ. Năm 2010, dân số của xã này là 1338 người.

## Dân số
- Dân số năm 2000: 1149 người.
- Dân số năm 2010: 1338 người.